# Oncophora
Oncophora är ett släkte av rundmaskar. Oncophora ingår i familjen Camallanidae.
Kladogram enligt Catalogue of Life:
| Oncophora | \| \| Oncophora albacarensis \| \| \| \| \| \| Oncophora melanocephala \| \| \| \| |
|           | \| \| Oncophora albacarensis \| \| \| \| \| \| Oncophora melanocephala \| \| \| \| |
|           | Camallanus                                                                         |
|           |                                                                                    |
|           | Procamallanus                                                                      |
|           |                                                                                    |
|           | Spirocamallanus                                                                    |
|           |                                                                                    |
|           | Oncophora albacarensis                                                             |
|           |                                                                                    |
|           | Oncophora melanocephala                                                            |
|           |                                                                                    |

|  | Oncophora albacarensis  |
|  |                         |
|  | Oncophora melanocephala |
|  |                         |